# 連楹 (官員)
連楹（？—1402年），諡剛烈，山西承宣布政使司潞安府襄垣縣（今山西省襄垣縣）人。明朝政治人物。
連楹為太學士出生。洪武年間，其任左春坊太子贊善，后升任贊讀、監察御史。建文四年，燕王朱棣攻入南京金川門，其叩馬欲刺朱棣，后失敗被殺，屍體直立不倒。